# Jules Pappaert
Jules Pappaert dit Pataat, né le 5 novembre 1905 à Uccle (Bruxelles) en Belgique et mort le 30 décembre 1945, est un footballeur international belge.
Il a été défenseur et capitaine de l'Union Saint-Gilloise dans les années 1930. Il a été trois fois champion de Belgique, consécutivement de 1933 à 1935.
Il a joué quatre matchs avec les Diables Rouges de  1932 à 1934, mais les résultats de l'équipe nationale étaient moins glorieux qu'en club : 3 défaites, 1 nul, 10 buts marqués pour 23 buts encaissés.
Jules « Pataat » Pappaert fut le capitaine de l'équipe de l'Union qui resta invaincue 60 matchs consécutifs.
Depuis 1953 à l'initiative de Jacques Lecocq, du journal Les Sports, un trophée de régularité récompense annuellement le club d'une des trois plus haute divisions belges à avoir réalisé la plus longue série de matchs sans défaite, c'est le Trophée Jules Pappaert.

## Palmarès
- International belge de 1932 à 1934 (4 sélections)
- Première sélection : le 11 décembre 1932, Belgique-Autriche, 1-6  (match amical)
- Participation à la Coupe du monde en 1934 (ne joue pas)
- Champion de Belgique en 1933, 1934 et 1935 avec la Royale Union Saint-Gilloise
- 176 matchs et 16 buts marqués en Division 1